# Сюмсілка
Сюмси́лка (рос. Сюмсилка) — річка в Удмуртії (Сюмсинський район), Росія, ліва притока Кільмезю.
Річка починається на південній околиці села Сюмсіїл. Спочатку протікає на північний захід, потім плавно повертає на захід та південний захід. На території села Сюмсі в нижній течії знову повертає на захід і тече так до гирла. Впадає до Кільмезю нижче села Сюмсі. Середня течія протікає через лісові масиви, місцями заболочена. В Сюмсях створено став площею 0,13 км².
Над річкою розташовані села Сюмсіїл та Сюмсі. В останньому збудовано декілька автомобільних мостів.